# Gran Premio Industria e Commercio di Prato
Gran Premio Industria e Commercio di Prato ("Pratos stora industri- och handelspris") var ett italienskt endagslopp i landsvägscykling som avhölls årligen från 1945 med start och mål i den toscanska staden Prato, varifrån det gick i olika slingor (ofta körda flera varv) i omgivningarna.
När UCI Europe Tour instiftades 2005 inkluderades loppet kategoriserat som 1.1. 2016 kördes loppet som ett rent nationellt amatörlopp på grund av finansieringsproblem (de textilföretag som tidigare sponsrat loppet hoppade av) och det har sedan dess inte avhållits.
1958 kördes loppet som tempolopp. Upplagorna 1971 och 1993 gällde även den italienska mästerskapstiteln. Tidpunkten för loppet hoppade under åren runt i kalendern (tidigast 28 mars, senast 12 oktober), men från 1998 stabiliserades månaden till september och från 2003 till den söndag som inföll 17–24 september.

## Podieplaceringar
| År   | Vinnare              | Tvåa                | Trea                  |
| 1945 | Serafino Biagioni    | ?                   | ?                     |
| 1946 | Nedo Logli           | Sergio Maggini      | Quirino Toccaceli     |
| 1947 | Sergio Maggini       | Luigi Casola        | Michele Motta         |
| 1948 | Giulio Bresci        | Mario Ricci         | Alfredo Martini       |
| 1949 | Luciano Maggini      | Nedo Logli          | Giovanni Corrieri     |
| 1950 | Ferdinand Kübler     | Alfredo Martini     | Dante Rivola          |
| 1951 | Arrigo Padovan       | Giuliano Bresci     | Waldemaro Bartolozzi  |
| 1952 | Luciano Maggini      | Widmer Servadei     | Fiorenzo Magni        |
| 1953 | Rino Benedetti       | Luciano Maggini     | Luciano Frosini       |
| 1954 | Danilo Barozzi       | Marcello Pellegrini | Angelo Conterno       |
| 1955 | Aldo Moser           | Cleto Maule         | Gianfranco Sobrero    |
| 1956 | Danilo Barozzi       | Giorgio Albani      | Fiorenzo Magni        |
| 1957 | Silvano Ciampi       | Bruno Monti         | Alessandro Fantini    |
| 1958 | Ercole Baldini       | Aldo Moser          | Nino Defilippis       |
| 1959 | Giuseppe Fallarini   | Carlo Azzini        | Pierino Baffi         |
| 1960 | Alfredo Sabbadin     | Idrio Bui           | Guido Carlesi         |
| 1961 | Gilbert Desmet       | Giancarlo Manzoni   | Miguel Poblet         |
| 1962 | Bruno Mealli         | Luigi Mele          | Guido De Rosso        |
| 1963 | Vendramino Bariviera | Vito Taccone        | Dino Bruni            |
| 1964 | Michele Dancelli     | Adriano Durante     | Angelo Conterno       |
| 1965 | Michele Dancelli     | Italo Zilioli       | Franco Bodrero        |
| 1966 | Italo Zilioli        | Michele Dancelli    | Roberto Ballini       |
| 1967 | Michele Dancelli     | Marino Basso        | Bruno Fantinato       |
| 1968 | Adriano Durante      | Alberto Della Torre | Wladimiro Panizza     |
| 1969 | Alberto Della Torre  | Ottavio Crepaldi    | Franco Mori           |
| 1970 | Marcello Bergamo     | Tomas Pettersson    | Fabrizio Fabbri       |
| 1971 | Franco Bitossi       | Felice Gimondi      | Enrico Paolini        |
| 1972 | Constantino Conti    | Willy De Geest      | Pietro Di Caterina    |
| 1973 | Fabrizio Fabbri      | Giancarlo Polidori  | Walter Riccomi        |
| 1974 | Fabrizio Fabbri      | Constantino Conti   | Enrico Paolini        |
| 1975 | Constantino Conti    | Enrico Paolini      | Giacinto Santambrogio |
| 1976 | Walter Riccomi       | Marcello Bergamo    | Arnaldo Caverzasi     |
| 1977 | Claudio Bortolotto   | Mario Beccia        | Bernt Johansson       |
| 1978 | Bernt Johansson      | Carmelo Barone      | Walter Riccomi        |
| 1979 | Bernt Johansson      | Wladimiro Panizza   | Carmelo Barone        |
| 1980 | Silvano Contini      | Leonardo Mazzantini | Roberto Ceruti        |

| År   | Vinnare            | Tvåa                 | Trea                     |
| 1981 | Moreno Argentin    | Giuseppe Saronni     | Emanuele Bombini         |
| 1982 | Moreno Argentin    | Tommy Prim           | Roberto Ceruti           |
| 1983 | Luciano Rabottini  | Emanuele Bombini     | Ettore Bazzichi          |
| 1984 | Pierino Gavazzi    | Dario Mariuzzo       | Leo Schonenberger        |
| 1985 | Ezio Moroni        | Marino Lejarreta     | Mario Beccia             |
| 1986 | Harald Maier       | Moreno Argentin      | Pierino Gavazzi          |
| 1987 | Daniele Caroli     | Marco Tabai          | Angelo Canzonieri        |
| 1988 | Maurizio Fondriest | Moreno Argentin      | Pierino Gavazzi          |
| 1989 | Pierino Gavazzi    | Andrei Tchmil        | Maurizio Rossi           |
| 1990 | Stefan Joho        | Massimo Ghirotto     | Francesco Cesarini       |
| 1991 | Enrico Galleschi   | Marco Saligari       | Massimo Podenzana        |
| 1992 | Leonardo Sierra    | Andrea Ferrigato     | Zenon Jaskuła            |
| 1993 | Massimo Podenzana  | Gianni Bugno         | Davide Cassani           |
| 1994 | Marco Saligari     | Bruno Cenghialta     | Wladimir Belli           |
| 1995 | Fabrizio Bontempi  | Mariano Piccoli      | Andrea Tafi              |
| 1996 | Fabrizio Guidi     | Filippo Casagrande   | Djamolidine Abdoujaparov |
| 1997 | Mariano Piccoli    | Maximilian Sciandri  | Davide Casarotto         |
| 1998 | Felice Puttini     | Maximilian Sciandri  | Massimo Donati           |
| 1999 | Alessandro Baronti | Marco Velo           | Francesco Casagrande     |
| 2000 | Sergio Barbero     | Gabriele Missaglia   | Davide Rebellin          |
| 2001 | Davide Rebellin    | Francesco Casagrande | Eddy Mazzoleni           |
| 2002 | Volodymyr Duma     | Andrea Ferrigato     | Stefano Casagranda       |
| 2003 | Davide Rebellin    | Bo Hamburger         | Oscar Camenzind          |
| 2004 | Nick Nuyens        | Francesco Bellotti   | Mirko Celestino          |
| 2005 | Murilo Fischer     | Ruggero Marzoli      | Michajlo Chalilov        |
| 2006 | Daniele Bennati    | Giovanni Visconti    | Marco Marcato            |
| 2007 | Filippo Pozzato    | Murilo Fischer       | Alessandro Bertolini     |
| 2008 | Michajlo Chalilov  | Marco Frapporti      | Volodymyr Zagorodnij     |
| 2009 | Giovanni Visconti  | Francesco Gavazzi    | Luca Paolini             |
| 2010 | Diego Ulissi       | Michele Scarponi     | Alessandro Proni         |
| 2011 | Peter Sagan        | Luca Paolini         | Matteo Montaguti         |
| 2012 | Emanuele Sella     | Luca Paolini         | Davide Rebellin          |
| 2013 | Gianfranco Zilioli | Miguel Ángel Rubiano | Maciej Paterski          |
| 2014 | Sonny Colbrelli    | Kristian Sbaragli    | Danilo Napolitano        |
| 2015 | Daniele Bennati    | Marco Marcato        | Davide Rebellin          |
| 2016 | Mirco Sartori      | Francesco Mancini    | Umberto Marengo          |